# 本間ジェフリー光一
本間 ジェフリー 光一（ほんま じぇふりー こういち、1985年8月7日 - ）は、東京都八王子市出身の元アイスホッケー選手。ポジションはフォワード (アイスホッケー)。

## 経歴
カナダのノートルダム高等学校卒業後、上智大学に進学し、大学卒業後は青梅クラブ、X-unitedなどのアマチュアチームを経て、2009年よりアジアリーグアイスホッケーの東北フリーブレイズに入団。